# Jazz d'avantguarda

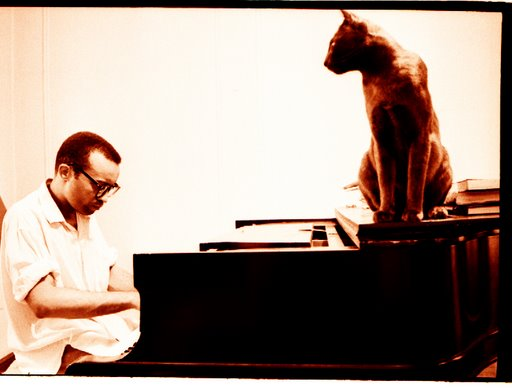
Cecil Taylor en 1960

El jazz d'avantguarda és un estil de música i improvisació que combina música, art d'avantguarda i jazz. El jazz d'avantguarda s'origina en els anys 50 i es desenvolupa en la dècada dels 60. En els orígens el jazz d'avantguarda es confonia amb el free-jazz, però posteriorment va evolucionar com un estil separat d'aquell.

## Història

### Dècada del 1950
El jazz d'avantguarda es va originar en els anys 50 entre un grup de músics que va rebutjar les convencions del bop i del post bop en un esforç per entelar la divisió entre l'escrit i l'espontani. Es va aplicar a la música, diferenciant-se del free-jazz, destacant l'estructura i organització de l'ús de melodies compostes, canviant, metres predeterminats i tonalitats i distincions entre solistes i acompanyament. Músics identificats amb aquesta primera etapa de l'estil inclouen Cecil Taylor, Lennie Tristano, Jimmy Giuffre, Sun Ra, i Ornette Coleman.

### Dècada del 1960
El treball experimental de John Coltrane va ser molt influent en aquesta dècada. Alice Coltrane, la seva dona, va ser una defensora del jazz d'avantguarda junt amb diversos saxofonistes com Archie Shepp, Pharoah Sanders i Albert Ayler. A Chicago, l'Association for the Advancement of Creative Musicians va començar a desenvolupar el seu propi estil dins el jazz d'avantguarda. La AACM (Muhal Richard Abrams, Anthony Braxton, Roscoe Mitchell, Hamid Drake i l'Art Ensemble de Chicago) tendia a l'eclecticisme. El poeta Amira Baraka, una figura important en el moviment d'art negre, enregistrà poemes amb el New York Art Quartet ("Black Dada Nihilismus," 1964, ESP) i Sonny Murray ("Black Art", 1965, Jihad).